# Cassaro
Cassaro is een gemeente in de Italiaanse provincie Syracuse (regio Sicilië) en telt 865 inwoners (31-12-2004). De oppervlakte bedraagt 19,4 km², de bevolkingsdichtheid is 45 inwoners per km².
De volgende frazioni maken deel uit van de gemeente: Cassaro.

## Demografie
Cassaro telt ongeveer 382 huishoudens. Het aantal inwoners daalde in de periode 1991-2001 met 8,1% volgens cijfers uit de tienjaarlijkse volkstellingen van ISTAT.
| Jaar | Inwoneraantal |
| ---- | ------------- |
| 1991 | 989           |
| 2001 | 909           |

## Geografie
De gemeente ligt op ongeveer 550 m boven zeeniveau.
Cassaro grenst aan de volgende gemeenten: Buscemi, Ferla, Palazzolo Acreide, Sortino.